# Andrej Gavrilov

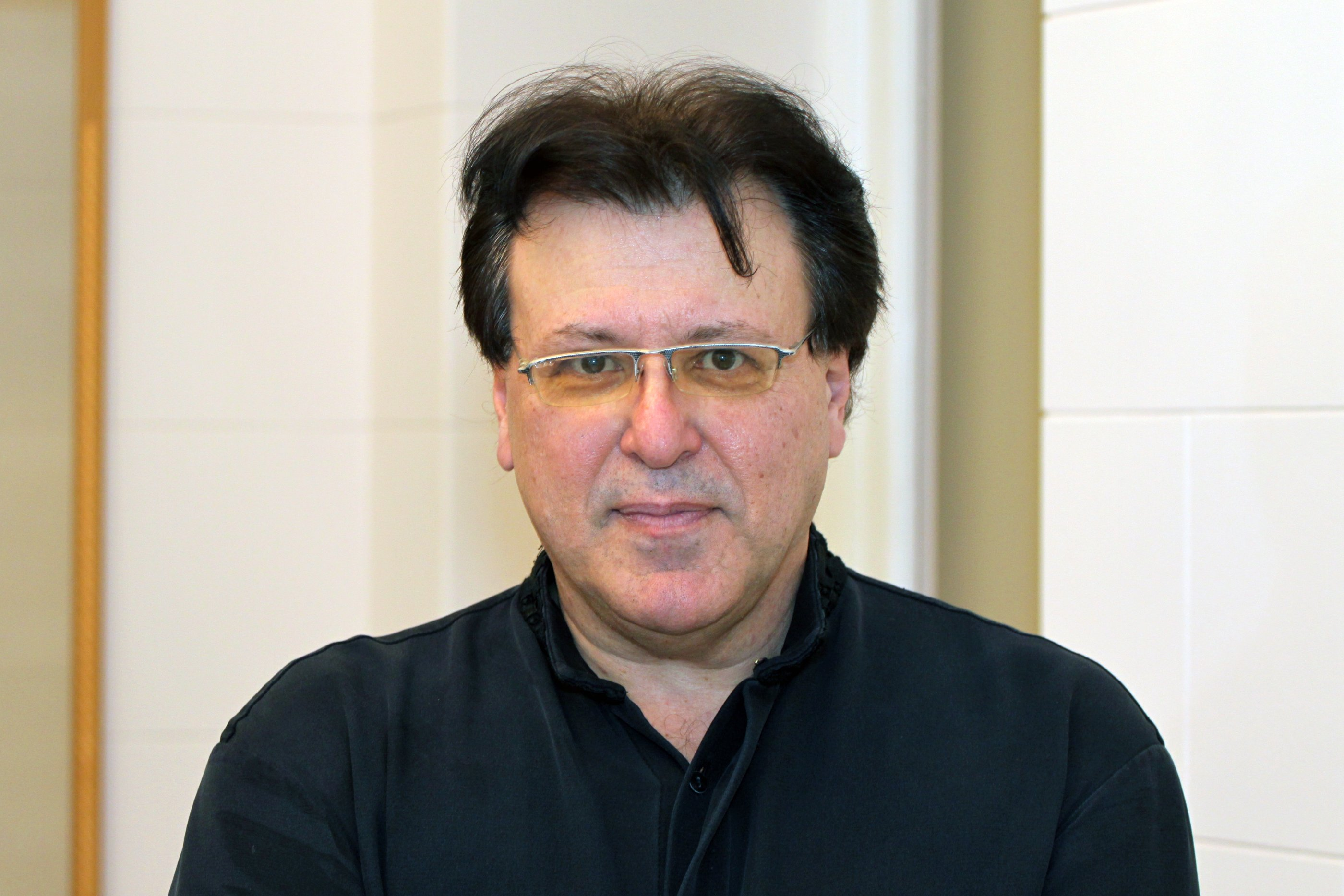
Andrej Gavrilov, 2010

Andréj Vladímirovitj Gavrílov (ryska: Андре́й Влади́мирович Гаври́лов), född 21 september 1955 i Moskva, är en rysk pianist och  dirigent.

## Biografi[1]
Från 1985 bor Gavrilov utanför Ryssland. Han är medborgare i fyra länder: Ryssland, Storbritannien, Tyskland och Schweiz.
Fadern var konstnären Vladimir Gavrilov och modern Assanetta Egisseran, elev till Heinrich Neuhaus. Han hade först sin mor som pianolärare. Vid sex års ålder antogs han till Сentrala musikskolan vid Moskvakonservatoriet, som han avslutade med guldmedalj. Han hade där Tatiana Kestner (elev till Alexander Goldenweiser) som lärare. Vid konservatoriet var hans lärare Lev Naumov, (också Neuhauselev) som sedan flera gånger i sina memoarer och i intervju berömde Gavrilovs stora talang och djupa musikalitet. År 1974 fick han första pris i Internationella Tjajkovskijtävlingen och samma år ersatte han den insjuknade Svjatoslav Richter vid Festspelen i Salzburg. Gavrilov uppmärksammades av Richter och tillsammans framförde de och spelade in sviter av Händel. År 1976 debuterade han som solist med Bournemouths symfoniorkester under ledning av Paavo Berglund och år 1978 gjorde han en turné med Berlinerfilharmonikerna  med 30 konserter i större städer i världen.
I december 1979 under förberedelsena för en turné med Herbert von Karajan blev han nekad utresa ur landet. Han fråntogs biljett och pass och hans telefon stängdes av. Gavrilov blev satt i husarrest och övervakades ständigt av KGB. Polisen visade honom en förberedd riksomfattande information om hans död till följd av en olyckshändelse. Gavrilov flyttade 1985 från Sovjetunionen till England där han gömde sig en tid med hjälp av den brittiska underrättelsetjänsten. Hans ansökan om fri rörlighet beviljades av de båda ländernas ledare Margaret Thatcher och Michail Gorbatjov. Gavrilov behöll sitt sovjetiska medborgarskap och ett ”fritt utrikespass” utfärdat av Sovjetunionen. Han var, enligt honom själv, den förste sovjetiske artisten som fritt kunde resa utomlands.
Gavrilov bosatte sig i London och flyttade 1989 till Bad Camberg i närheten av Wiesbaden (Tyskland) där han fick tyskt medborgarskap. Vid denna tid medverkade Gavrilov i konserter med orkester ledda av dirigenter som Claudio Abbado, Riccardo Muti, Jevgenij Svetlanov, Neville Marriner, Seiji Ozawa och Bernard Haitink i konserthus som Carnegie Hall i New York, Royal Festival Hall och Queen Elisabeth Hall i London och i många andra städer runt om i världen. Mellan åren 1994 och 2001 genomlevde Gavrilov en inre andlig kris. Han upphörde med offentliga framträdanden och bodde en tid på Fidjiöarna. År 2001 flyttade han till Schweiz och återupptog konserterandet. Åren 2009 och 2010 gjorde han en omfattande turné i städer i Ryssland och OSS.

## Konsert 19 december 2012[2]
Den 19 december 2012 skulle Gavrilov framträda i Moskvas internationella konserthus. Före konserten vid vilken Rachmaninovs tredje pianokonsert skulle framföras lämnade han plötsligt lokalen utan att berätta för någon. Senare förklarade Gavrilov på sin Facebooksida att spelet var på en oacceptabel nivå av orkestern, med vilken han bara deltagit sista repetitionen. I stället för Gavrilov spelades konserten av Aleksandr Gindin som deltagit under repetitionerna. Några klagomål på orkestern uttryckte inte han. 

## Repertoar
På Gavrilovs repertoar finns verk av Domenico Scarlatti, Bach, Händel, Mozart, Haydn, Beethoven, Schubert, Paganini (i Liszts transkriptioner), Liszt, Mendelssohn, Schumann, Chopin, Brahms, Franck, Grieg, Balakirev, Tjajkovskij, Skrjabin, Rachmaninov, Prokofjev, Stravinskij, Saint-Saëns, Ravel, Alban Berg, Hindemith, Britten, Sjostakovitj, Schnittke.

## Boken ”Tjajnik, Fira i Andrej”
I augusti 2011 publicerades Andrej Gavrilovs självbiografi ”Tjajnik, Fira i Andrej” (Tchainik, Fira and Andrey. — Washington: South Eastern Publishers, 2011) som omfattar perioden i pianistens liv från det att han avslutade studierna vid Moskvakonservatoriet (1973) till dess han slutligen lämnade Sovjetunionen år 1985. Boken är skriven på ett naturligt språk och vittnar reflekterande om ett av kapitlen i Sovjetunionens historia, Brezjnevepoken. Allmänheten har uppmärksammat okända fakta om tillvaron för Jurij Jegorov, Mstislav Rostropovitj och Galina Visjnevskaja, Svjatoslav Richter, Valerij Klimov, Raisa Bobrineva med flera. Gavrilov reflekterar över mer allmänna frågor om samma tidsepok:
 Ryssland hamnade i en ond cirkel. Detta är tydligen dess särskilda metod. Alla plågsamma berättelser och dumheter upprepas i samma cykler. Korta perioder av ”återhämtning” och ”töväder” ersattes av långa perioder med reaktion när det huvudsakliga mänskliga livet tillhör Ryssland, ett liv med förtryck och förkvävning. Misstag som ingen kan eller vill lära sig av. Det moderna ryska samhället står och stampar på samma plats, ruttet och sjukt. Men med svår envishet vägrar det att granska sig själv och klättra ett litet steg uppåt. 
Först i mars 2014 publicerades boken i Ryssland, då med en tillhörande CD med Chopinnocturner som Gavrilov spelat in speciellt för denna bok.

## Familj
- Första hustrun: Tatjana Klimova
- Andra hustrun: japanska Hideko
- Tredje hustrun: bosniska Aida
- Fjärde hustrun: Yuka, en ung japansk pianist. Sonen Arsenij (född 2002)